# Willy Prölß
Willy Prölß (* 9. September 1930 in Nürnberg; † 17. März 2014) war ein deutscher Gewerkschafter, Kommunalpolitiker (SPD), Altbürgermeister und Ehrenbürger der Stadt Nürnberg.

## Leben
Willy Prölß entstammte einer zutiefst sozialdemokratisch geprägten Familie, die während der NS-Zeit mehrfach politisch verfolgt war. Sein Großvater Johann Prölß, der bereits seit 1907 Parteimitglied und Reichsbannermann war, trug seit 1933 mit seinem Genossen Heiner Stöhr die Hauptverantwortung für die Verteilung sozialdemokratischen Schriftguts in Nürnberg, welches der Exil-SPD-Parteivorstand in Prag verfasste. Als Teil eines illegalen Verteilernetzes wurde 1933 eine intensive Kuriertätigkeit zu Fuß oder per Fahrrad bis an die Grenze zur Tschechoslowakei entfaltet, die am 4. April 1934 mit der Verhaftung u. a. von Johann Prölß und zahlreicher Mitstreiter endete. Am 4. April 1934 folgte eine zweite Verhaftungswelle, die auch den Onkel von Willy Prölß, Karl Prölß erfasste. In insgesamt sieben „Hochverrats-Prozessen“ wurden ab Januar 1935 insgesamt 68 Sozialdemokraten vom Oberlandesgericht München zu hohen Haftstrafen verurteilt, die sie in verschiedenen Konzentrationslagern verbüßten. Nach der Entlassung wurden sie abermals in „Schutzhaft“ genommen und in Konzentrationslager eingewiesen. So kam beispielsweise Johann Prölß, der Großvater von Willy Prölß, nach einer Zuchthausstrafe in die Konzentrationslager Dachau und Flossenbürg. Er wurde Ende 1944 nach zehneinhalb Jahren Haft und KZ-Internierung entlassen. Karl Prölß wurde ebenfalls wie sein Vater abgeurteilt und in Haft genommen.
Willy Prölß absolvierte nach dem Besuch der Volksschule eine kaufmännische Lehre bei der Bleistiftfabrik Staedtler in Nürnberg und trat bereits 1945 in die SAJ, die Sozialistische Arbeiter-Jugend ein, die im selben Jahr im Verband Sozialistische Jugend Deutschlands – Die Falken aufging. 1947 trat er der SPD bei. Von 1948 bis 1960 bekleidete er mehrere Funktionen in der Gewerkschafts- und Parteiarbeit. Seit 1956 war er Mitglied des Stadtrats Nürnberg und 1960 bis 1972 Fraktionsvorsitzender der SPD-Stadtratsfraktion. Von 1972 bis 1996 war er Bürgermeister an der Seite der SPD-Oberbürgermeister Andreas Urschlechter und Peter Schönlein. 1968 bis 1985 bekleidete er zudem den Posten des Unterbezirks-Vorsitzenden der Nürnberger SPD.